# Hillmorton
Hillmorton est une banlieue sud-ouest de la cité de Christchurch, située dans l’Île du Sud  de la Nouvelle-Zélande.

## Situation
La banlieue est centrée autour de l’intersection de Lincoln Road et de Hoon hay Road, deux artères qui forment une partie de la route State Highway 75 (en) et alimentent  la Autoroute sud de Christchurch (en), qui circule vers le nord de la banlieue. 
Le fleuve Ōpāwaho / Heathcote s’écoule à travers la banlieue, agissant comme une limite pour les développements résidentiels de Hillmorton sur l’un de ses côtés et le « Canterbury Agricultural Park », un complexe construit dans le but d’accueillir le Canterbury A&P Show (en), annuel de l’autre côté. 
L’hôpital local est le Hillmorton Hospital.
La banlieue de Hillmortan est aussi la localisation de nombreuses écoles comprenant : Hillmorton High School, Rowley Avenue School et Spreydon School.

## Toponymie
Hillmorton tire son nom de la ferme de Hill Morton Farm, la propriété de John Twigger, qui s’installa dans le secteur en 1863 .
Les terrains issus de la subdivision de cette ferme furent annoncés à la vente dans un journal local en 1879, comme étant une partie de la propriété de Twigger connue sous le nom de Hillmorton.

## Histoire
À la même époque où Twigger s’installait dans le secteur, en 1863, on vit l’ouverture de l'hôpital de Sunnyside, le premier asile psychiatrique de la cité de Christchurch. 
Les bâtiments furent construits en style gothique par l’architecte John Campbell (en), et représentait une étape marquante dans l’approche de la maladie mentale dans la région. 
C’est là où ceux qui précédemment avaient une maladie mentale furent pris en charge par le Lyttelton Gaol.
L’hôpital fut fondé sur le principe d’une gestion morale, fournissant un environnement donnant plus de support pour les patients.
Un engagement pour ce type d’approche varia tout le long de l’existence de l’hôpital, jusqu’à ce qu’il soit fermé en 1999 du fait de son remplacement par l’hôpital voisin de Hillmorton. 
Le bâtiment final de l’ancien hôpital Sunnyside fut démoli en avril 2007 pour donner le passage pour d’autres maisons supplémentaires, une action qui rencontra un mouvement de protestation du fait de la signification architecturale et culturelle de la structure.
L’hôpital de Hillmorton continue à fonctionner comme une installation dédiée à la santé mentale pour l’ensemble de la cité, à partir de la localisation originale de Sunnyside.
En 1933, Hillmorton fut aussi choisi pour être le site du monastère des Carmélites qui est  le premier ordre monastique présent en Nouvelle-Zélande. 
Le monastère fut à l’origine fondé sur un domaine agricole préexistant en juin 1933, avec la première aile, qui fut terminée 4 ans plus tard. 
Ceci fut suivi par l’addition d’une autre aile conséquente en 1950, depuis laquelle le monastère a maintenu sa présence au cœur de la banlieue de Hillmorton.